# Placamen roseotinctum
Placamen roseotinctum is een tweekleppigensoort uit de familie van de Veneridae. De wetenschappelijke naam van de soort is voor het eerst geldig gepubliceerd in 1873 door Baird in Brenchley.